# Monongahelai csata
A Monongahelai csata az észak-amerikai brit–francia háborúban lejátszódó csata, ahol az Edward Braddock vezette angol és a Liénard de Beaujeu francia tábornok alatt álló francia had csapott össze a Monongahela folyó mellett lévő területen (ma Braddock település).

## A csata előzményei
1755 nyarán Virginia közelében partra szállt 2000 angol hivatásos katona Edward Braddock angol tábornok parancsnoksága alatt, hogy az Ohio völgyében felépült francia erőd, a Fort Duquesne ellen vonuljon. Vele tartott George Washington is (a későbbi amerikai elnök), aki az egész háborút kitörte, amikor rátámadt egy évvel ezelőtt egy kisebb francia seregtestre és megölte annak 8 katonáját, köztük egy francia diplomatát. Bár Washington többször figyelmeztette az angol tábornokot, hogy az Amerikai erdőségekben nem válik be az európai harcmodor, Braddock tábornok nem hallgatott Washington javaslataira, tanácsaira. Washington a hadjárat elején vérhast kapott és megbetegedett, így hord ággyal vitette magát az angol sereg mögött.

## A csata
Edward Braddock, amiatt, mert nem hallgatott Washingtonra, hagyta magát, hogy észrevehetetlenül bekeríthessék a franciák az angolok hadoszlopát és az erdő rejtekéből tűz és nyílzáport zúdítottak az angolokra. Az angolok megpróbáltak csatasorba állni, de a legtöbb tisztet még az ütközet legelején leszedték a franciák. Braddock tábornokot is halálos lövés érte és meghalt a helyszínen. A tisztek közül csak Washington úszta meg sértetlenül, de neki is hajszálon múlott az élete. Kalapját ellőtték a fejéről, kabátját négy golyó is átlyukasztotta. Nagy nehezen feltápászkodott a lovára és saját maga össze szedte a hadsereg maradékát, ezután pedig visszavonultak Virginiába. A csatát a franciák nyerték meg.

## A csata következményei
A hadjárat sikertelen volt, nem sikerült elfoglalniuk a francia erődöt. Ennek ellenére az angolok újabb hadsereg gyűjtöttek össze, aminek parancsnokává John Forbes dandártábornokot tették meg. A hadsereg létszáma meghaladta a 7000 főt. George Washington most utoljára rászánta magát, hogy részt vegyen a háborúban. Nagyobb összecsapásra azonban nem került sor, kivéve azt, hogy az előreküldött virginiai önkéntesek azt hitték a brit főseregről, hogy a franciák előőrsei és rájuk lőttek. Washington kardját rántva ütötte le a tüzelő puskákat, de ekkorra már 14 katonát lőttek le a saját seregükből. Fort Duquesne erődjét egy másik hadseregnek viszonyt sikerült elvágni a fő utánpótlási vonalaktól és a franciák emiatt elhagyták és lerombolták az erődöt.